# Parc San Gregorio al Celio
Le parc San Gregorio al Celio est un parc du centre de Rome. Il est situé dans le Rione XIX, dit Celio.
Il s'étend sur environ deux hectares et est accessible à partir de l'entrée de la « salita di San Gregorio 3 ».

## Vues

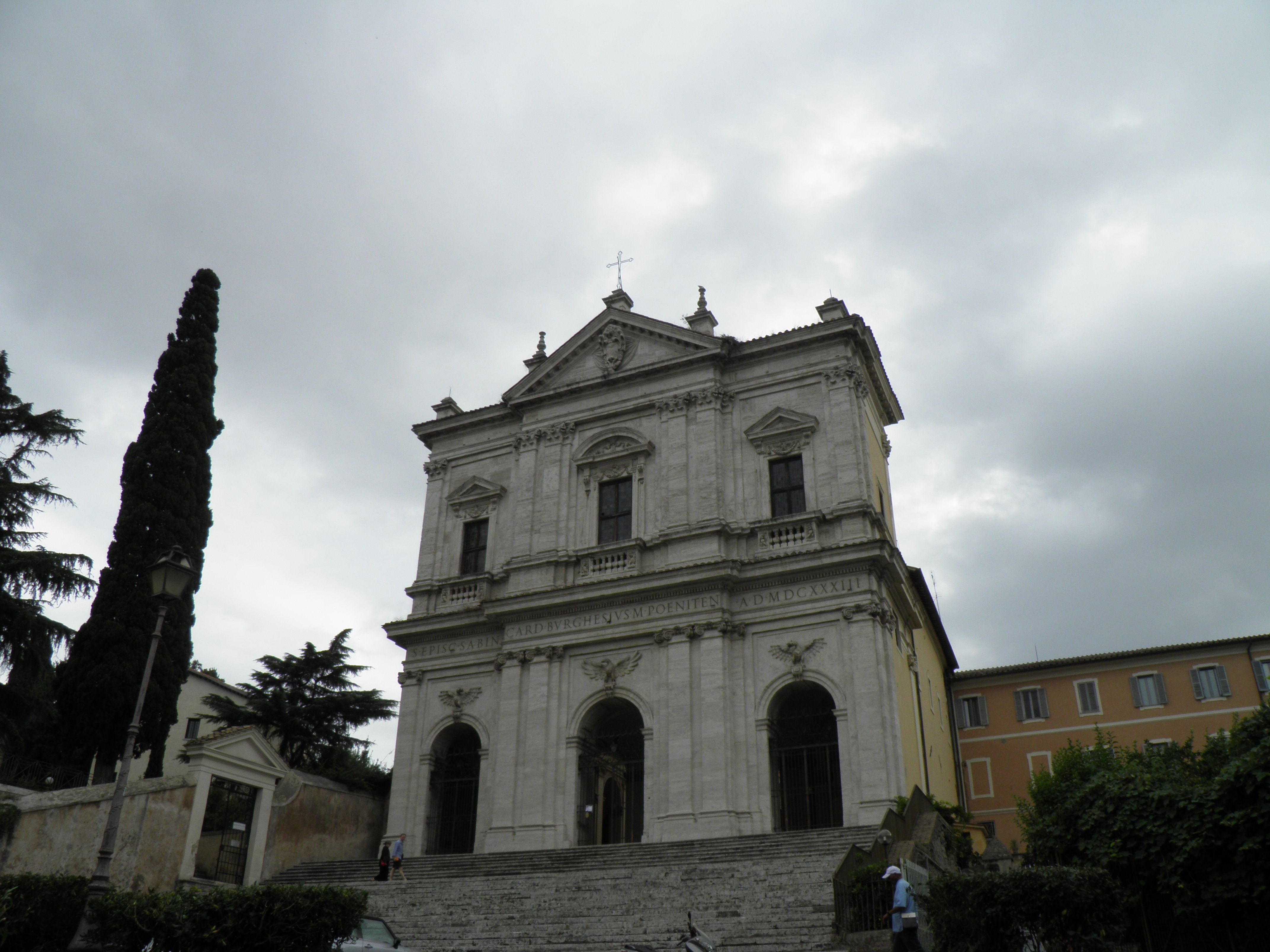
Eglise San Gregorio al Celio
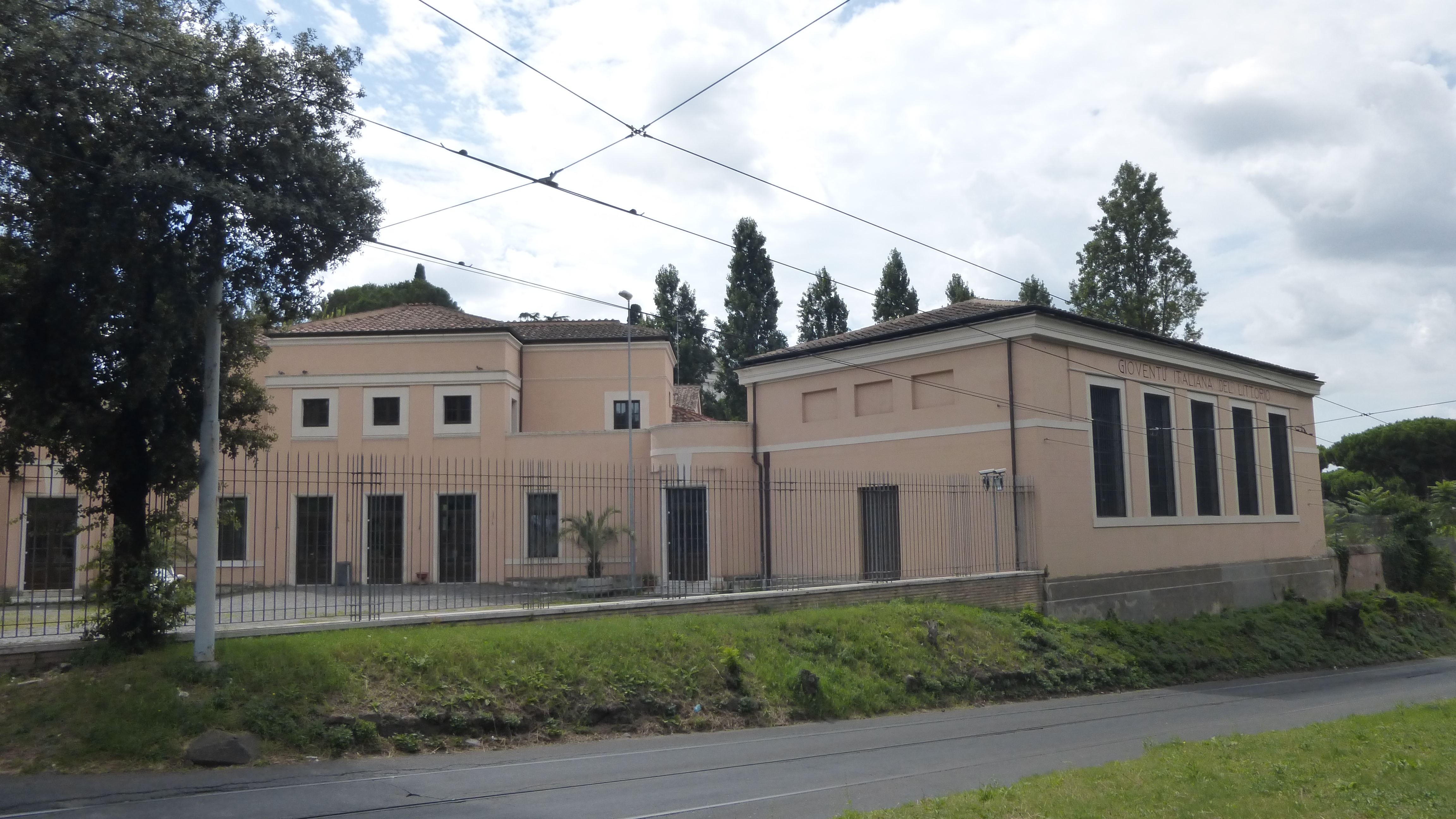
Ex GIL
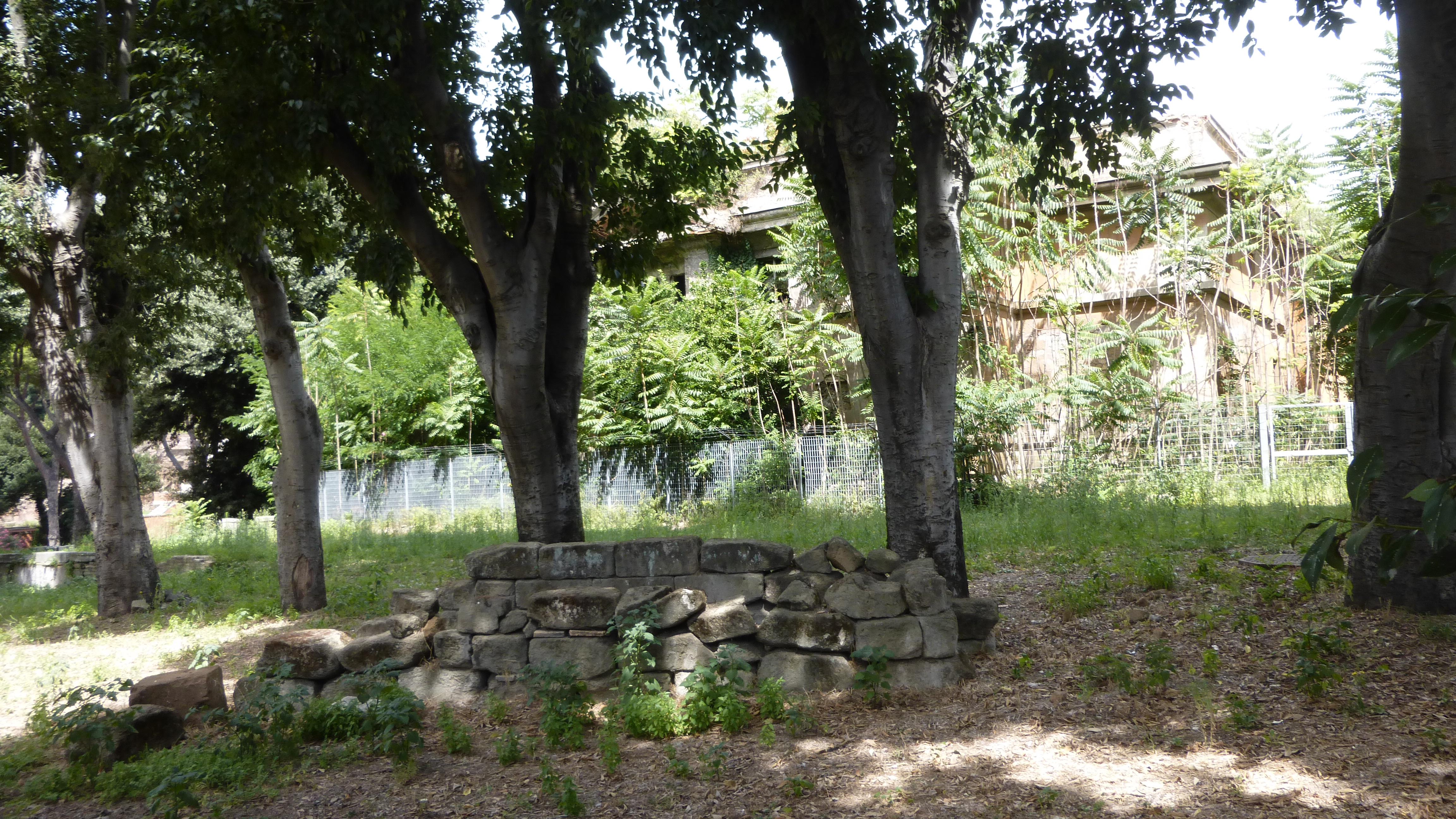
Ruines de l'ex Antiquarium communal

## Liens
Il est accessible par  tram depuis le Parc du bus Celio et le  et du  depuis la Porta Maggiore.